# سري مولياني إندراواتي
سري مولياني إندراواتي (بالإندونيسية: Sri Mulyani Indrawati) ولدت في 26 أغسطس 1962) هي خبيرة اقتصادية أندونيسية ووزيرة للمالية في إندونيسيا منذ عام 2016. في يونيو 2010 تم تعيينها كعضو منتدب لمجموعة البنك الدولي، واستقالت من منصب وزير المالية في اندونيسيا في مجلس الوزراء اندونيسيا. في 27 يوليو 2016 ، تم إعادة تعيين سري مولياني وزيراً للمالية في تعديل وزاري من قبل الرئيس جوكو ويدودو.
منصب وزير المالية الإندونيسي 2005-2010، وكان معروفا عن مولياني انكاقامت إصلاحي صعبة وكان الفضل إلى حد كبير مع تعزيز اقتصاد اندونيسيا، وزيادة الاستثمارات وتوجيه أكبر اقتصاد في جنوب شرق آسيا من خلال الأزمة المالية 2007-10. في عام 2014، كما احتلت المرتبة ال38 النساء الأكثر نفوذا في العالم من قبل مجلة فوربس.